# Ein Traumspiel
Ein Traumspiel (Ett drömspel) är en opera i prolog och 13 scener med musik av Aribert Reimann. Librettot bygger på August Strindbergs teaterpjäs Ett drömspel (1902) i översättning till tyska av Peter Weiss.
Reimanns stora respekt för Strindberg avspeglades i två operor: Ein Traumspiel och Die Gespenstersonate (Spöksonaten). Operan hade premiär den 20 juni 1965 på Stadttheater i Kiel. Orkestern och den osynliga kören är nästan oavbrutet dominerande i Reimanns intrikata partitur. De avbryts emellertid av en fuga av Bach spelad på piano, samt när diktaren sjunger sina verser inne i Fingals grotta.
Guden Indra (sjungen av en osynlig kör) befaller sin dotter att stiga ned till jorden för att ta reda på orsaken till människornas sorg. Indras dotter tar namnet Agnes (Guds lamm) och försöker till en början att trösta dem hon möter och frigöra dem från deras själsliga kval. Hon blir senare en skådespelerska men hennes äktenskap med en plågad advokat slutar i kaos. Gradvis inser Agnes hopplösheten hos människorna och stiger upp till fadern igen.